# Шварц, Иоганн Готлиб
Иоганн (Иосиф) Готлиб Шварц (1736—1804) — скульптор, академик орнаментальной скульптуры Императорской Академии художеств.

## Биография
Родом из Никсдорфа в Богемии. Художественное образование получил в Дрездене, где потом оставался до осени 1770 года, когда был приглашен в Петербург, в Императорскую Академию художеств для преподавания скульптуры. Слава об изумительном искусстве Шварца, как резчика из кости, металлу и особенно дереву, проникла в стены Академии художеств и, когда в 1770 году после Л. Роллана освободилась вакансия преподавателя орнаментальной скульптуры, Шварцу предложено было занять это место.
Получил звание «назначенного в академики» по скульптуре на дереве (1773) за представленный Академии барельеф «сетку с рыбой и раком».
Дело преподавания шло у Шварца плохо. Будучи от природы достаточно ленив и в то же время чрезвычайно вспыльчив. Он или вовсе не посещал ученической мастерской, или же обращался во время занятий с учениками так грубо, что последние избегали его класса. Одновременно с этим у него обострились отношения с профессорским персоналом Академии. Всё это вместе взятое побудило совет Академии уволить его (в 1774) до истечения контрактного срока. После ухода из Академии, Шварц остался в Петербурге и занимался исполнением частных заказов.
Было присвоено звание академика орнаментальной скульптуры (1785).
Назначен советником Академии художеств (1794) за «искусство в резания по дереву фруктов и цветов».
Принимал участие во внутренней отделке Исаакиевского собора по части резных работ по дереву.
Умер в чине VII класса в Петербурге.
Известные произведения: «Сетка с рыбой и раком» (1773); «Плетеная корзина с цветами, овощами и фруктами» (1794).